# Thesium myriocladum
Thesium myriocladum är en sandelträdsväxtart som beskrevs av John Gilbert Baker och Arthur William Hill. Thesium myriocladum ingår i släktet spindelörter, och familjen sandelträdsväxter. Inga underarter finns listade i Catalogue of Life.